# Auto AG Group
Die Auto AG Group (offiziell Auto AG Holding) wurde 1918 als Automobil-Gesellschaft Emmenbrücke-Münster gegründet. Das Unternehmen umfasst mehrere Tochtergesellschaften, die im Bereich des Vertriebs und der Reparatur von Nutzfahrzeugen tätig sind. Weiterhin gehört die Auto AG Rothenburg (AAGR) zur Gruppe. Diese betreibt im Kanton Luzern mehrere Regionalbuslinien sowie den Ortsbus Emmen.

## Geschichte

### Allgemein
Am 17. Februar 1918 wurde die Automobilgesellschaft Emmenbrücke – Münster mit Sitz in Rothenburg gegründet. Der Zweck des Unternehmens sollte der Transport von Personen, Gepäck und Waren mit Automobilen sein.
Im Geschäftsbericht 1927 änderte sich der Firmenname auf Automobilgesellschaft Rothenburg und im Jahre 1928 auf Auto A.-G. Rothenburg.
Im Jahre 1948 wurde die neue Garage in Beromünster in Betrieb genommen. Die Garage und die Werkstatt in Rothenburg wurden bei einem Brand am 1. Februar 1950 komplett zerstört. An derselben Stelle wurde wieder eine Garage aufgebaut, die 1953 bezogen werden konnte.
1982 wurde das Tochterunternehmen Autoro AG gegründet, welches offizielle Vertreterin der Marken Datsun/Nissan war. Letzte Anteile daran wurden 1990 verkauft.
Am 1. Mai 1985 wurde, anlässlich der Generalversammlung der Auto AG Rothenburg, das neue Betriebsgebäude in Betrieb genommen. 1993 wurden die neuen Einstellhallen sowie technische Einrichtungen in Betrieb genommen, 1994 folgten die Büroräume.
1998 wurde eine Holding-Organisation durch die Umfirmierung der Auto AG Rothenburg zur Auto AG Holding eingeführt, welche die Tochtergesellschaften Auto AG Rothenburg, die im Bereich des öffentlichen Verkehrs aktiv ist, die Auto SA Ticino sowie die Auto AG Nutzfahrzeugcenter, die sich mit dem Verkauf, der Wartung und der Reparatur von Nutzfahrzeugen beschäftigen, beinhaltet.

### Busbetrieb
Am 15. September 1918 wurde der Busverkehr auf der Linie Emmenbrücke – Münster (ab 1934 Beromünster) mit zwei Bussen aufgenommen. Ab dem 5. Juni 1925 durften die Kurse der Automobilgesellschaft Emmenbrücke – Münster dann bis zum Bahnhof Luzern verkehren, dafür mussten aber der Trambahn Luzern 50 % der Bruttoeinnahmen abgegeben werden.
Am 1. September 1925 wurde die Buslinie Münster – Sursee von der Gesellschaft in Betrieb genommen, diese Linie wurde aber schon per 15. Mai 1927 an einen anderen Betrieb abgetreten.
Am 1. November 1947 nahm die AAGR den Verkehr auf der Buslinie Luzern – Flugplatz Emmen – der späteren Linie 53 – auf. Am 25. November 1974 wurde der neue Ortsbus Emmen unter Konzession der Gemeinde Emmen in Betrieb genommen. Mit dem Betrieb der Emmer Busbetriebe wurde die Auto AG Rothenburg beauftragt.
Am 9. März 1992 wurde die neue Buslinie 58 Eschenbach – Inwil – Gisikon – Root von der AAGR in Betrieb genommen. Diese Linie wurde per 29. Mai 1999 wieder aufgelöst, weil die Fahrgastfrequenzen zu wünschen übrig liessen.
2005 wurde die Konzession für das Emmer Busnetz von der Gemeinde auf die Auto AG Rothenburg übertragen. Auf den Fahrplanwechsel am 7. Dezember 2006 nahm die Auto AG Rothenburg den Betrieb auf der Linie 54 vom Bahnhof Waldibrücke nach Inwil auf. Diese wurde mit dem Fahrplanwechsel im Dezember 2017 eingestellt und durch die neue, von der Rottal Auto AG betriebene, Linie 111 Ebikon – Buchrain – Inwil – Waldibrücke ersetzt.
Im Dezember 2010 erfolgte eine Umstrukturierung des Emmer Busnetzes, welche darauf ausgelegt war, die Busse besser auf das Angebot der S-Bahn Luzern auszurichten. Die bisher als E1 bis E5 bezeichneten Linien verkehrten ab diesem Zeitpunkt als Linien 41 bis 45 sternförmig ab beziehungsweise via Sonnenplatz. Im gleichen Schritt wurde die Linienführung der Linie 53 Luzern – Emmen angepasst, sodass sich der Endpunkt nun bei den Flugzeugwerken statt in Rüeggisingen befand.
Im Dezember 2008 konnte die AAGR die ehemalige vbl-Linie 13 übernehmen, welche bis zum Fahrplanwechsel im Dezember 2016 verlängert via Sprengi und Rothenburg bis ins Gewerbegebiet Wahlingen verkehrte. Mit dem Fahrplanwechsel 2016 wurde das Emmer Busnetz erneut umstrukturiert und die Linienäste ab dem Bahnhof Emmenbrücke als Linie 40 und 46 neu verknüpft. Gleichzeitig wurde zu diesem Zeitpunkt die Linie 53 Luzern – Emmen Flugzeugwerke eingestellt.

### Nutzfahrzeugreparaturen und Nutzfahrzeugvertrieb
Seit 1920 steht die Werkstatt der Gesellschaft auch Fahrzeugen Dritter zur Wartung und Reparaturen offen.
Im Jahre 1971 konnte die AAGR die Vertretung für den Lastwagenhersteller OM übernehmen, im Jahre 1977 folgte die Marke Bedford.
Seit April 1997 ist die AAGR (ab 1998 Auto AG Nutzfahrzeugcenter) die Lokalhändlerin für die Marke Fiat; ebenfalls im Jahr 1997 wurde die Tochtergesellschaft Auto SA Ticino gegründet, die Iveco-Fahrzeuge im Tessin vertreibt. Seit 1999 vertreibt auch das Auto AG Nutzfahrzeugcenter die Marke Iveco.
Von 1999 bis 2003 wurden durch das Auto AG Buscenter, das in Rothenburg war, Busse des Herstellers Irisbus importiert und in die ganze Schweiz vertrieben.
Bis 2004 wurden die Nutzfahrzeuge von Iveco und Fiat nur in den Kantonen Luzern, Zug, Schwyz, Obwalden, Nidwalden, Uri sowie im Tessin vertrieben. Die 2003 gegründete Auto AG Centro, welche im Jahre 2005 ihre Tätigkeiten in Bern aufnahm, wie auch die Auto AG Oberland, die von der Holding 2004 übernommen werden konnte, erweiterten das Vertriebsgebiet auch auf den Kanton Bern. Bereits im Jahre 2007 wurde die Auto AG Centro in Auto AG Schönbühl umbenannt, gleichzeitig wurde der Standort nach Urtenen-Schönbühl (Kanton Bern) verlegt.

### Lastwagenbetrieb
Ab 1919 wurden neben Personen auch Güter transportiert, dafür wurden in diesem Jahr zwei Lastkraftwagen gekauft. Der Betrieb von Lastwagen wurde im Jahre 1974 wieder eingestellt.

## Öffentlicher Verkehr (Auto AG Rothenburg)

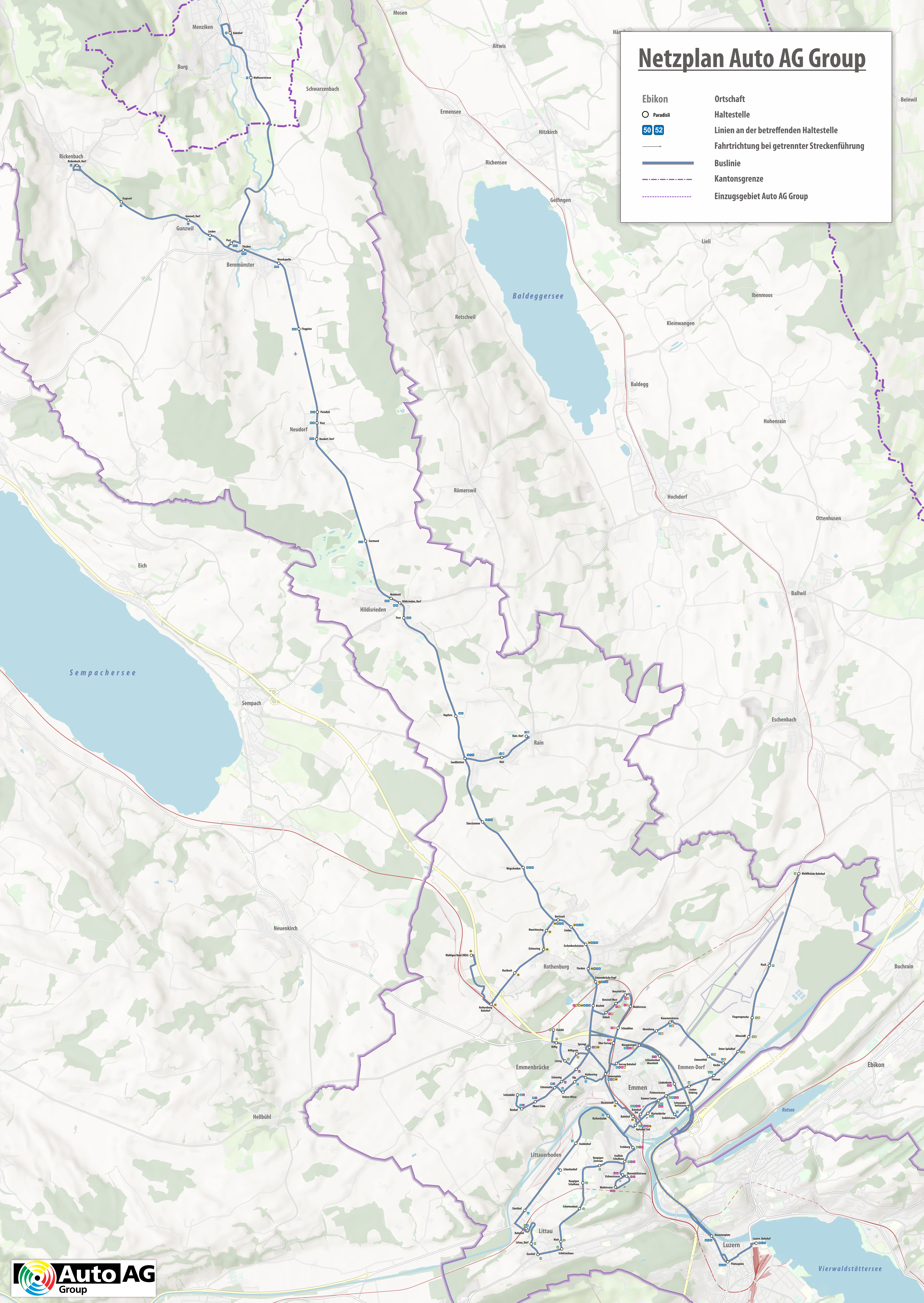
Liniennetzplan Auto AG Group Rothenburg

### Linien
Regionallinien:
- 50 Luzern Bahnhof – Beromünster – Menziken Bahnhof
- 51 Rothenburg Dorf Bahnhof – Rain Dorf
- 52 Luzern Bahnhof – Beromünster – Rickenbach

Emmer Busbetriebe:
- 40 Littau Bahnhof – Emmenbrücke Bahnhof Süd – Emmen Center – Flugzeugwerke – Waldibrücke
- 41 Schönbühl – Emmenfeld – Emmen Center – Emmenbrücke Bahnhof Süd – Littau Bahnhof
- 42 Schönbühl – Gersag Bahnhof – Lindenheim – Emmen Center – Emmenbrücke Bahnhof Süd – Luzern Waldstrasse
- 43 Bösfeld – Gersag Bahnhof – Lindenheim – Emmen Center – Emmenbrücke Bahnhof Süd – Luzern Waldstrasse
- 44 Bösfeld – Gersag Bahnhof – Emmenfeld – Flugzeugwerke
- 45 Chörbli – Sprengi – Sonnenplatz – Bösfeld
- 46 Rothenburg Wahligen Nord (IKEA) – Rothenburg – Emmenbrücke Bahnhof Süd

Nachtbuslinien:
- N12 Luzern Bahnhof – Beromünster – Rickenbach – Menziken

Weitere Linien:
- Ortsbus Hergiswil[4]
- Schulbusse für die Gemeinden Beromünster, Rain und Hildisrieden sowie zur Kantonsschule Reussbühl im Luzerner Ortsteil Ruopigen[5]

### Aktueller Fuhrpark
|  | Nummern   | Stück | Hersteller | Typ             | Art        | Baujahre  | Bemerkungen                            |
|  | --------- | ----- | ---------- | --------------- | ---------- | --------- | -------------------------------------- |
|  | 08-13     | 06    | Solaris    | Urbino 18       | Gelenkbus  | 2015 2016 | [ 6 ]                                  |
|  | 51–53     | 03    | Iveco      | Crossway LE     | Solobus    | 2017      |                                        |
|  | 61–70, 72 | 11    | Iveco      | Urbanway        | Solobus    | 2017      | Nr. 72 auf Autobahn ausgebrannt        |
|  | 14–27     | 14    | MAN        | 18C Lion’s City | Gelenkbus  | 2021 2023 |                                        |
|  | 80        | 01    | MAN        | 12E Lion’s City | Elektrobus | 2023      | Erster Elektrobus im Emmer Liniennetz. |

(Quelle:)

### Ehemaliger Fuhrpark (Auswahl)
|  | Nummern     | Stück | Hersteller  | Typ         | Art       | Baujahre  | Bemerkungen                                                      |
|  | ----------- | ----- | ----------- | ----------- | --------- | --------- | ---------------------------------------------------------------- |
|  | 27–32       | 06    | Scania/Hess | L94 UA      | Gelenkbus | 2005      | seit April 2015 ausgemustert                                     |
|  | 33–38       | 06    | Irisbus     | Citelis 18  | Gelenkbus | 2008      | seit April 2016 ausgemustert                                     |
|  | 52–53       | 02    | Iveco       | CityClass   | Solobus   |           | seit 2010 ausgemustert                                           |
|  | 55–57       | 03    | Heuliez     | GX327       | Solobus   | 2009      | seit Januar 2018 ausgemustert                                    |
|  | 58          | 01    | Volvo       | 7700 Hybrid | Hybridbus | 2012      | für drei Jahre geleast                                           |
|  | 71–80       | 10    | Heuliez     | GX127       | Midibus   | 2009      | seit Januar 2018 ausgemustert                                    |
|  | 39–42 43–45 | 07    | Heuliez     | GX427       | Gelenkbus | 2009 2012 | Nr. 43–45 mit Dachverkleidung seit März 2022 ausgemustert.       |
|  | 01–07       | 07    | Solaris     | Urbino 18   | Gelenkbus | 2015      | An die Regionale Verkehrsbetriebe Baden-Wettingen weitergegeben. |
|  | 71          | 01    | Iveco       | Urbanway    | Solobus   | 2019      | 2022 auf der Autobahn ausgebrannt.                               |

(Quelle:)

## Nutzfahrzeuge
Die Wartung, die Reparatur von Nutzfahrzeugen, der Vertrieb von Iveco- und Fiat-Nutzfahrzeugen sowie die Lagerung von Ersatzteilen ist das Betätigungsfeld folgender Tochtergesellschaften der Auto AG Group:
- Auto AG Nutzfahrzeugcenter, Rothenburg
- Auto SA Ticino, Mezzovico
- Auto AG Schönbühl, Urtenen-Schönbühl
- Auto AG Oberland, Uetendorf
- Auto AG Limmattal, Zürich

## GESER Fahrzeugbau AG
Im Jahre 2008 hat die Auto AG Holding sämtliche Aktienanteile der GESER Fahrzeugbau AG, die ihren Sitz in Littau hat, übernommen. Diese ist in den Bereichen Konstruktion, Neubau sowie Unterhalt und Reparatur von Nutzfahrzeug-Aufbauten tätig. Die GESER Fahrzeugbau AG tritt weiterhin als eigenständiges Unternehmen auf.